# 달빛요정역전만루홈런
달빛요정역전만루홈런(2003년 ~ 2010년)은 이진원(1973년 4월 19일 ~ 2010년 11월 6일)을 주축으로 하여 2003년에 결성된 대한민국의 1인 프로젝트 그룹이다. 홈레코딩 방식으로 2000여 장이 제작된 첫 번째 앨범 《Infield Fly》는 2003년 2월 6일에 판매를 시작하여 이듬해 2월에 당시 MBC FM4U를 통해 방송되었던 라디오 프로그램 《신해철의 고스트네이션》 코너인 인디 차트에서 앨범 수록곡 〈절룩거리네〉가 5주 연속으로 1위를 차지하였다. 2008년 10월 8일에 세 번째 앨범 《Goodbye Aluminium》을 발매하였으며, 2010년 3월 3일 EP 앨범 《전투형 달빛요정 - Prototype A》를 발매하였다. 2010년 11월 6일 갑작스런 뇌출혈로 세상을 떠났다. 향년 38세.

## 역사

### 통신판매로 시작된 1집 《Infield Fly》
1집 《Infield Fly》는 달빛 요정이 대학시절부터 작곡해 온 200여 곡 가운데 몇 곡을 추려내어 홈레코딩 방식으로 제작되었다. CD 2천 장을 제작하여 2003년 2월 6일에 판매를 시작했으며, 2004년 3월 2일에 1599번째 한정 사인판의 판매를 완료하였다. 그 후 2004년 4월 22일에 재출시되었다.

### 고스트네이션 인디차트 5주 연속 1위
2004년 1월에 고스트네이션의 토요일 밤(실제로는 일요일 새벽.) 코너였던 인디차트에서 1집의 수록곡인 〈절룩거리네〉가 소개되었고 연속으로 1위를 이어갔다. 2월 14일에 멤버인 달빛 요정이 고스트네이션에 출연하여 인터뷰를 가졌으며, 그 다음 주인 2월 22일자 인디차트에서 5주 연속으로 1위를 기록하였다. 차트의 상위권에 머물고 있던 동 앨범의 수록곡 〈스끼다시 내 인생〉은 그 다음 달인 3월 28일에 1위를 기록하였다. 그 외에도 《고스트네이션》에서 같은 앨범에 수록된 〈행운아〉가 소개되었다.

### 1.5집 《Sophomore Jinx》
2004년 12월 10일에 1.5집 앨범인 《Sophomore Jinx》가 출시되었다. 전작의 〈절룩거리네〉, 〈스끼다시 내 인생〉, 〈361 타고 집에 간다〉 등의 곡이 패배자의 정서로 청취자들과의 공감대를 이루었던 반면 전작과 다른 내용, 스타일을 보였던 《Sophomore Jinx》는 전작만큼의 흥행을 얻는 데 실패하였다.

### 새로운 시도가 보인 2집 《스코어링 포지션》
2006년 8월 3일에 출시된 2집 《스코어링 포지션》은 어쿠스틱 기타의 소리가 주를 이루었던 전작들에 비해 좀 더 락적인 스타일을 선보였다. 가사의 내용을 살펴보면 사랑노래와 패배자의 노래가 고루 들어있으나 흥행면에서는 1집의 한계를 벗어나지 못했다.

### 3집 《Goodbye Aluminium》
세 번째 앨범인 《Goodbye Aluminium》은 2008년 10월 8일에 발매되었다. 이 음반도 패배자의 정서를 잘 표현했다는 평가를 받고 있다. 이진원은 그의 유고에서 3집 타이틀 "치킨런"을 자신 최고의 곡으로 꼽는다. 하지만 그의 진심과 대중 간의 거리를 느끼며 괴로워하기도 하였다.

### 3.5집 《전투형 달빛요정 PROTOTYPE A》
달빛요정역전만루홈런 생전의 마지막 앨범. 이전의 패배자 인식 위주의 노래에서 정치적인 주제의 메시지도 담기 시작했다. 타이틀곡은 축배, 정치적 의견이 돋보이는 곡은 입금하라, 나는개, 피가모자라. 자신의 곡 중 최고의 곡이라고 생각하는 치킨 런이 재편곡되어 수록되어 있다.

### 이진원의 사망
사망 직전인 10월 30일까지도 공연을 하는 등 활발한 음악활동을 하던 이진원은 2010년 11월 1일 반지하 자취방에서 갑자기 뇌출혈로 쓰러져 서울특별시 영등포구 한강성심병원 중환자실에 입원해 치료를 받았으나 11월 6일 오전 8시 13분경 끝내 숨졌다. 서울 영등포구 여의도 성모병원에서 장례식이 치러졌으며, 유해는 11월 8일 서울 시립승화원(벽제화장장)에서 화장됐고 유골은 충청북도 음성군 일죽 생극추모공원에 안장되었다. 병원측은 그가 뇌출혈로 쓰러진지 30시간 이상이 지난 후에야 발견된 것으로 추정하였으며, 한때 일시적으로 상태 호전을 보이기도 했으나 끝내 숨졌다고 한다.
한편 이진원의 동료 가수들은 11월 10일 예정되었던 공연은 연기되어 2011년 1월 27일 오후 7시~오후 11시에 홍대 앞 23개 클럽에서 98개 밴드가 동시다발적으로 공연을 펼친다. 티켓의 가격은 10,000원이며 달빛요정역전만루홈런의 앨범을 증정했다. 하나의 티켓으로 모든 공연을 관람 할 수 있다. 4,500장의 티켓이 매진되는 성과를 기록했다.

### 3.7집 《Knuckleball Complex》
이진원 사후 그의 하드 디스크에서 발견된 미발표곡을 수록했다. 그리고 이후 그의 친구들이 나머지 부분을 마무리하여 새로운 앨범을 발표했다.

## 음반 목록
|       | 발매일           | 앨범명                        | 수록곡 |
| 1집   | 2003년 2월 6일   | Infield Fly                   | Infield Fly, 절룩거리네, 361 타고 집에 간다, 스끼다시 내 인생, 행운아, 달빛요정역전만루홈런(Bootleg Mix), Happy Birthday, Layla, 슬픔은 나의 힘, 유리, 엇갈림, 어차피, 좋은 사람                                                          |
| 1집   | 2004년 4월 22일  | Infield Fly                   | Infield Fly, 절룩거리네, 361 타고 집에 간다, 스끼다시 내 인생, 행운아, 달빛요정역전만루홈런(Bootleg Mix), Happy Birthday, Layla, 슬픔은 나의 힘, 유리, 엇갈림, 그대, 내 모든 것 (Bonus Track), 쓸쓸한 서울, 노래 (Bonus Track), 어차피    |
| 1.5집 | 2004년 12월 10일 | Sophomore Jinx                | 어차피 난 이것밖에 안되, Show Me the Money, 첫 눈 오는 그 날에, 어디서 어떻게 언제쯤 얼마나, Show Me the Money(Slow Version), 어차피 난 이것밖에 안돼, Finite Incantatem(Hermione Acoustic Mix)                                           |
| 2집   | 2006년 8월 3일   | Scoring Position              | 제육볶음의 비밀, 폐허의 콜렉션, 나는 매일 조금씩 단단해져, 혼자만의 에로티시즘, 길동전쟁, 역전아라리, 너의 노래, 구걸, 만나지 않기로 해, 이제 일년, 멋지게 끝내자, 오즈 (Hidden track)                                                    |
| EP    | 2007년 7월       | Single Hit#1                  | 달려간다, 모든 걸 다 가질 순 없어, 이러지마, -Bonus Track- 슬픔은 나의 힘 (Version 2007), 오즈 (Acoustic Version), 좋은 사람 (Version 2007)                                                                                               |
| 3집   | 2008년 10월 8일  | Goodbye Aluminium             | Goodbye Aluminium, 나의 노래, 치킨런, 도토리, 고기반찬, 스무살의 나에게, 길동전쟁2, 내가 뉴스를 보는 이유, 나를 연애하게 하라, 달려간다 (Album Version), 모든 걸 다 가질 순 없어 (Album Version), 요정은 간다, 칩거, 사나이 (Bonus Track) |
| 3.5집 | 2010년 3월 3일   | 전투형 달빛요정 - Prototype A | 축배, 입금하라, 나는 개, 피가 모자라, 치킨런(Sad Ver.), 고기반찬(Rock Ver.) |
| 3.7집 | 2012년 11월 6일  | Knuckleball Complex           | 그리운 사람(연주곡), 그리운 그 이름, 친구, 달빛요정역전만루홈런(연주곡), 너클볼 컴플렉스, 느리게, 멋지게 끝내자(연주곡) |